# Holomelina bimaculata
Holomelina bimaculata là một loài bướm đêm thuộc phân họ Arctiinae, họ Erebidae.